# Гырмэкууль
Гырмэкууль, в верховье Эрмекуим, — река в России, протекает по территории Анадырского района Чукотского автономного округа.
Название в переводе с чук. Эрмэкуул — «река победы».
Длина реки — 110 км, площадь водосборного бассейна — 1900 км². Впадает в Канчальский лиман Берингова моря неподалёку от острова Гырынвелер. Река протекает вдали от населённых пунктов.

## Данные водного реестра
По данным государственного водного реестра России относится к Анадыро-Колымскому бассейновому округу.
Код объекта в государственном водном реестре — 19040000112119000103254.